# Wielki Kanion (film)
Wielki Kanion (ang. Grand Canyon) – amerykańska tragikomedia z 1991 roku w reżyserii Lawrence'a Kasdana.

## Główne role
- Danny Glover - Simon
- Kevin Kline - Mack
- Steve Martin - Davis
- Mary McDonnell - Claire
- Mary-Louise Parker - Dee
- Alfre Woodard - Jane
- Jeremy Sisto - Roberto
- Tina Lifford - Deborah
- Patrick Malone - Otis

i inni

## Opis fabuły
Mack jest prawnikiem zajmującym się sprawami emigracyjnymi. Pewnego dnia, wracając z meczu koszykówki, gubi się w nieznanej okolicy, na dodatek psuje mu się samochód. Wzywa pomoc drogową. Czekając na nią, zostaje zaczepiony przez czarnoskórych bandytów, ale ratuje go Simon - kierowca pomocy drogowej, również czarnoskóry. Jest to początek nowej przyjaźni.

## Nagrody i nominacje
Oscary za rok 1991
- Najlepszy scenariusz oryginalny - Lawrence Kasdan, Meg Kasdan (nominacja)

Złote Globy 1991
- Najlepszy scenariusz - Lawrence Kasdan, Meg Kasdan (nominacja)

MFF w Berlinie 1992
- Złoty Niedźwiedź dla najlepszego filmu - Lawrence Kasdan